# Niklas Kämpargård
Niklas Kämpargård, född 2 november 1976 i Ysane församling, är en svensk journalist, författare och sjuksköterska med inriktning på samhällsfrågor, krisberedskap, natur, resor och trädgård. 